# Matías Arezo
Douglas Matías Arezo Martínez (Montevideo, 21 november 2002) is een Uruguayaans voetballer die doorgaans als aanvaller speelt. Hij stroomde in 2019 door vanuit de jeugd van River Plate.

## Carrière
Arezo stroomde door vanuit de jeugd van River Plate. Hiervoor debuteerde hij op 14 juli 2019 in het eerste elftal, in een wedstrijd in de Primera División thuis tegen Progreso (0–0). Coach Jorge Fossati liet hem die dag van begin tot eind spelen. Zijn eerste doelpunt volgde op 10 augustus 2019. Arezo maakte toen de 1–1 in een met 1–2 gewonnen competitiewedstrijd uit bij Juventud. Hij groeide in zijn eerste seizoen meteen uit tot basisspeler.

## Clubstatistieken
| Seizoen     | Club        | Competitie       | Competitie | Competitie | Beker | Beker | Internationaal | Internationaal | Totaal | Totaal |
| Seizoen     | Club        | Competitie       | Wed.       | Dlp.       | Wed.  | Dlp.  | Wed.           | Dlp.           | Wed.   | Dlp.   |
| ----------- | ----------- | ---------------- | ---------- | ---------- | ----- | ----- | -------------- | -------------- | ------ | ------ |
| 2019        | River Plate | Primera División | 22         | 6          | 0     | 0     | 0              | 0              | 22     | 6      |
| 2020        | River Plate | Primera División | 3          | 0          | 0     | 0     | 3              | 0              | 6      | 0      |
| Club totaal | Club totaal | Club totaal      | 25         | 6          | 0     | 0     | 3              | 0              | 28     | 6      |

Bijgewerkt t/m 22 maart 2020

## Interlandcarrière
Arezo maakte deel uit van verschillende Uruguayaanse nationale jeugdelftallen. Hij nam met Uruguay –17 deel aan het Zuid-Amerikaans kampioenschap –17 van 2019, waarop hij vijf keer scoorde.